# Jodi Bianca Wise
Jodi Bianca Wise (* 15. Juni 1971) ist eine australisch-US-amerikanische Schauspielerin.

## Leben
Jodi Bianca Wise begann ihre Ausbildung an der University of Western Australia sowie der Murdoch University in Perth, wo sie einen Bachelor-Grad in Theaterwissenschaften erlangte. Anschließend zog sie nach London, wo sie an den Arts Educational Schools ihre Ausbildung zur Schauspielerin fortsetzte und mit einem Master-Grad abschloss. Danach sammelte Wise erste Erfahrungen auf der Theaterbühne im Londoner Covent Garden, wo sie in diversen Stücken mitwirkte. 
Anschließend zog Wise nach Los Angeles und konnte dort als Fernsehdarstellerin Fuß fassen. So hatte sie Engagements in Serien wie Felicity (2001), JAG – Im Auftrag der Ehre (2003) oder Navy CIS (2003). In Filmen wie Go! (1999) und Prestige – Die Meister der Magie (2006) wurde sie hauptsächlich als Nebendarstellerin eingesetzt. Eine größere Rolle verkörperte Wise im Jahr 2000 in der Direct-to-Video-Produktion Warhammer – Der finale Krieg an der Seite von Dean Cain. 
Die in Kalifornien lebende Wise ist mittlerweile US-Bürgerin, verheiratet sowie Mutter einer Tochter.

## Filmografie
- 1996: Lithium
- 1999: NewsRadio (Fernsehserie, 1 Folge)
- 1999: Go!
- 1999: X-Factor (Beyond Belief, Fernsehserie, 1 Folge)
- 1999: No Tomorrow
- 2000: Warhammer – Der finale Krieg (For the Cause/Final Encounter)
- 2001: Felicity (Fernsehserie, 1 Folge)
- 2003: JAG – Im Auftrag der Ehre (JAG, Fernsehserie, 1 Folge)
- 2003: Submarines – Ein erbarmungslos teuflischer Plan (Submarines)
- 2003: Navy CIS (NCIS, Fernsehserie, 1 Folge)
- 2006: Prestige – Die Meister der Magie (The Prestige)
- 2012: Dr. 420 (Kurzfilm)
- 2014: Haunting Ian (Kurzfilm)
- 2016: The Axe Murders of Villisca
- 2019: Ish Hashuv Meod (Fernsehserie, 1 Folge)
- 2020: The Unicorn (Fernsehserie, 1 Folge)
- 2020: The Virtual End (Fernsehserie, 1 Folge)
- 2020: Incognito (Kurzfilm)
- 2023: Magazine Dreams
- 2024: Expats (Fernsehserie, 1 Folge)